# Franz Röll
Franz Röll (* 20. Februar 1886 in Bad Königswart, Königreich Böhmen; † 19. November 1952 in Marktleuthen) war ein deutscher Politiker (SPD). Er war von 1946 bis 1952 Mitglied des Bayerischen Landtages.

## Leben
Röll erlernte das Schreinerhandwerk und war daneben in der Landwirtschaft tätig. Er kam 1905 auf Wanderschaft nach Bayern und trat in Wunsiedel dem Holzarbeiterverband sowie der SPD bei. Im Jahr 1912 heiratete er in Marktleuten und arbeitete während des Ersten Weltkrieges als Mühlenbauer und in einer Porzellanfabrik. Im Ersten Weltkrieg diente er von Anfang November 1917 bis 1918 bei einem österreichischen Telegrafen-Regiment.
Er engagierte sich von 1917 bis 1933 in SPD-Kreisvorständen und war von 1933 bis 1934 im Konzentrationslager Dachau interniert. Im Jahr 1945 wurde er Zweiter Bürgermeister der Gemeinde Marktleuthen.
Röll war 1946 Mitglied der Verfassungsgebenden Landesversammlung von Bayern und vom 16. Dezember 1946 bis zu seinem Tod am 19. November 1952 für den Wahlkreis Oberfranken sowie Stimmkreis „Wunsiedel, Stadt Marktredwitz, Rehau, Stadt Selb“ Mitglied des Bayerischen Landtages sowie der dortigen SPD-Fraktion. Im Landtag war er des Weiteren Mitglied des Ausschusses für Eingaben und Beschwerden, des Ausschusses für Ernährung und Landwirtschaft, des Prüfungsausschusses zur Prüfung der Einsprüche nach Artikel 6 des Gesetzes zur Siedlungs- und Bodenreform sowie Mitglied des Gefängnisbeirats der Strafanstalt St. Georgen Bayreuth. Aufgrund seines frühzeitigen Ausscheidens rückte Georg Grosch (SPD) für ihn in den Landtag auf.